# ألفارو باركو
ألفارو باركو (بالإسبانية: Álvaro Barco)‏ هو مدرب كرة قدم ولاعب كرة قدم بيروفي في مركز الدفاع، ولد في 27 يونيو 1967 في ليما في بيرو. شارك مع منتخب بيرو لكرة القدم. أما مع النوادي، فقد لعب مع تامبيكو ماديرو ونادي بالستينو ونادي يونيفرسيتاريو.

## وصلات خارجية
- ألفارو باركو على موقع الاتحاد الدولي (مؤرشف)  (الإنجليزية)
- ألفارو باركو على موقع ناشيونال فوتبول تيمز (الإنجليزية)
- ألفارو باركو على موقع عالم كرة القدم.نت (الإنجليزية)